# Світова економіка
Світова́ еконо́міка — сукупність національних господарств, пов'язаних один з одним системою міжнародного поділу праці (МПП), економічними і політичними відносинами. Універсальний зв'язок між національними господарствами здійснюють міжнародні економічні відносини.
Одне з найповніших тлумачень світової економіки дав французький економіст Мішель Бо. У поняття світової економіки він включає такі складові:
- сукупність виробничої діяльності людини, яку можна виразити макроекономічними показниками в натуральній і вартісній формі за певний період часу (зазвичай за 1 рік) (наприклад, сукупний світовий обсяг ВВП (у дол. США), сукупний світовий обсяг виробництва автомобілів у рік (у млн шт.) і т. ін.);
- сукупність національних економік усіх країн світу, кожна з яких займає своє місце у світовій системі;
- сукупність міжнародних економічних відносин, економічних зв'язків між національними господарствами;
- глобальна діяльність транснаціональних компаній (ТНК) і транснаціональних банків (ТНБ);
- інтеграційні угруповання країн, співтовариства країн і міжнародні організації;
- світова система, що сформувалася й організована в результаті розвитку капіталістичного способу виробництва;
- результат економічної діяльності всього людства, розглянутий з урахуванням стану навколишнього середовища і наявних ресурсів.

Таким чином світова економіка — економічна система, яка сформувалась до кінця XIX століття і продовжує удосконалюватися.

## Світова економіка як економічна система
Світову економіку можна визначити як економічну систему, що самовідтворюється на рівні продуктивних сил, виробничих відносин і певних аспектів надбудовних відносин у тій мірі, у якій вхідні в нього національні господарства мають певну сумісність на кожному із трьох названих рівнів. У цьому визначенні знаходять висвітлення основні складові частини господарства, включаючи матеріальну базу, реалізацію різних форм власності і певний порядок функціонування відтворювальних процесів.
Основою виникнення й існування системи виступає її цілісність, що припускає економічну взаємодію всіх складових частин системи на досить стійкому рівні, що забезпечує регулярну циркуляцію відтвореного продукту в глобальному масштабі, постійну діяльність, життєздатність системи, її саморегуляцію і розвиток. Така єдність світового господарства, циркуляція відтвореного продукту забезпечується національними і міжнародними ринками з властивими їм товарно-грошовими відносинами і множинністю цін.

### Ознаки світової економіки
- Розвинута сфера міжнародного обміну товарами на базі міжнародної торгівлі
- Розвинута сфера міжнародного руху факторів виробництва, насамперед, у формах вивозу- ввезення капіталу, робочої сили і технології
- Міжнародні форми виробництва на підприємствах, розміщених в кількох країнах, насамперед, у рамках ТНК
- Самостійна міжнародна фінансова сфера, не пов'язана з обслуговуванням ні міжнародного руху товарів, ні руху факторів виробництва
- Система міжнаціональних і наднаціональних, міждержавних і недержавних механізмів міжнародного регулювання з метою забезпечення збалансованості і стабільності економічного розвитку
- Економічна політика держав, що виходить із принципів відкритості економіки

До особливостей сучасного етапу розвитку світового господарства відносяться:
- Протекціонізм. Встановлення бар'єрів на шляху переміщення капіталів, робочої сили, товарів між державами.
- активно проявляється тенденція до уніфікації та стандартизації в різних галузях міжнародного соціально-економічного життя. Все ширше застосовуються єдині для усіх країн стандарти на технологію, екологію, діяльність фінансових організацій, бухгалтерську і статистичну звітність. Міжнародні економічні установи впроваджують єдині критерії макроекономічної політики, відбувається уніфікація вимог до податкової політики, до політики в галузі зайнятості та ін.;
- розвиток процесу транснаціоналізації виробництва. Економічна діяльність все більше зосереджується в транснаціональних, багатонаціональних підприємствах, що багато в чому визначає напрямки міжнародного руху факторів виробництва, міжнародної торгівлі; впливає на економіку і політику окремих країн;
- в системі управління світовою економікою поступово втрачається колишня роль ООН. Її функції переходять до урядів країн «великої сімки». Крім того, управління світовим господарством починає концентруватися у тріаді: Світова організація торгівлі, Міжнародний валютний фонд, Світовий банк.
- подальший розвиток процесу глобалізації господарського життя. На макроекономічному рівні глобалізація означає загальне прагнення країн до економічної активності поза своїми межами. Ознаками такого прагнення є лібералізація, перехід від замкнутих національних господарств до економіки відкритого типу. На мікроекономічному рівні під глобалізацією розуміється розширення діяльності підприємства за межі внутрішнього ринку, зокрема для використання переваг великомасштабного спеціалізованого виробництва.

## Обсяг світової економіки
У звіті британського Центру досліджень проблем економіки й бізнесу (CEBR), прогнозується що обсяг світової економіки у 2022 році вперше перевищить 100 трильйонів доларів.